# Раздел (Ямбольська область)
Разде́л (болг. Раздел) — село в Ямбольській області Болгарії. Входить до складу общини Єлхово.

## Населення
За даними перепису населення 2011 року у селі проживали 237 осіб, з них 223 особи (97,8%) — болгари.
Розподіл населення за віком у 2011 році:
Динаміка населення: